# Іван Вулпе
Іван Вулпе (болг. Иван Вулпе; нар. 1 вересня 1876, Чишмікіой, Південна Бессарабія — пом. 26 серпня 1929, Софія, Болгарія) — болгарський оперний співак, педагог.

## Біографія

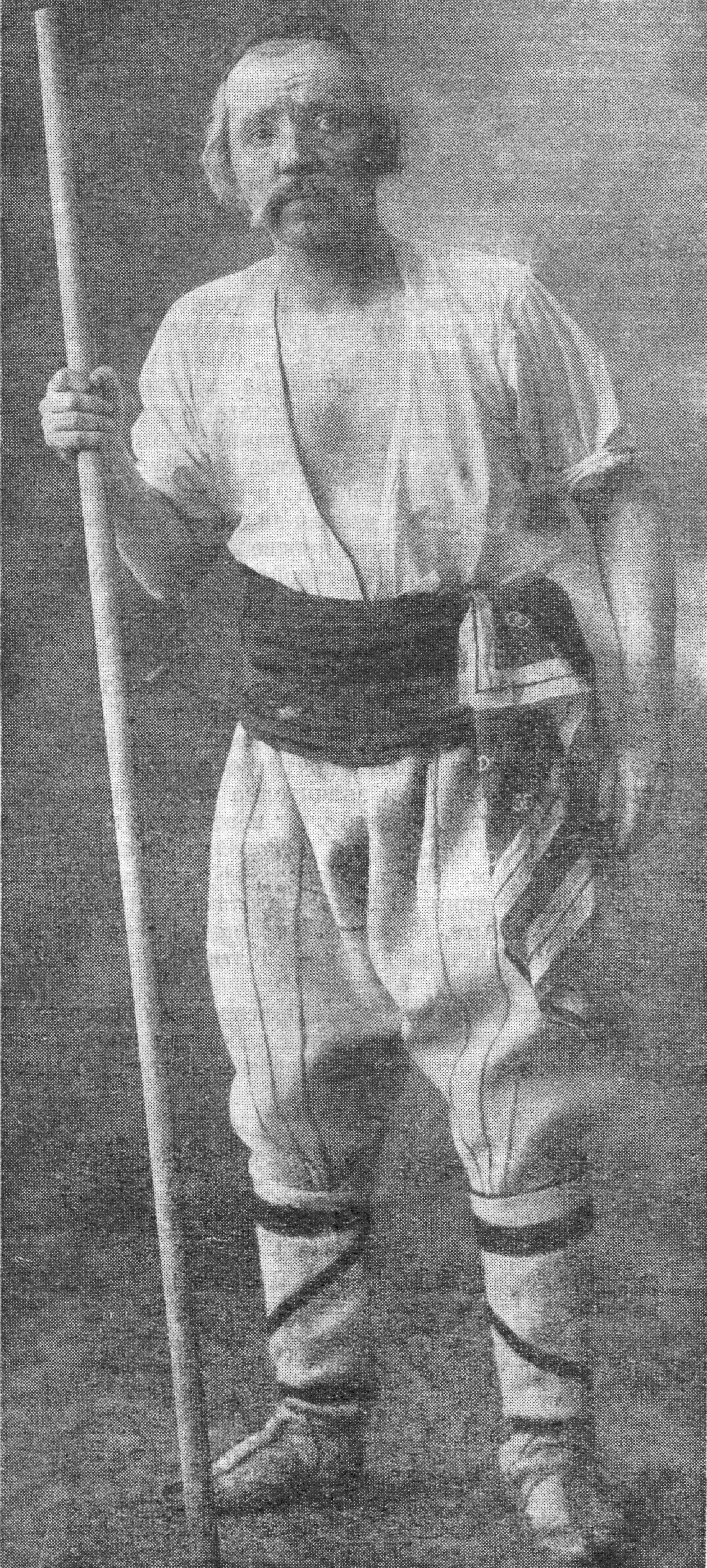
Иван Вулпе в ролята на дядо Тошо от операта „Тахирбеговица“ на Димитър Хаджигеоргиев, 1910 г. Източник: Енц. на българската музикална култура

Народився 1 вересня 1876 в Чишмікіой. Навчався в гімназії в Болграді. У 1902 закінчив Московську консерваторію у Камілло Еверарді і Умберто Мазетті.
У 1900-ті співав в Оперному театрі Зіміна в Москві, потім — в міському театрі Іркутська, де одночасно викладав в місцевому музичному училищі. Гастролював по містах Російської імперії (Київ, Одеса, Кишинів і інших). З 1908 жив у Болгарії. Один з основоположників болгарської вокальної школи, брав участь в організації Болгарського оперного товариства (з 1921 — Софійська народна опера), де до 1926 був солістом. З 1912 викладав вокал у Музичному училищі в Софії (в 1921 стала Державної музичною академією). Серед учнів: Петро Райчев, Ана Тодорова, Михайло Попов, Ілка Попова, Христо Бримбаров, Михайло Люцканов, Констанца Кірова та інші.
Був одружений зі співачкою Богданою Гюзелевою-Вульпе (1878-1932), їхній син — Николай Вульпе (1904-1987), співак і актор.

## Партії
- «Русалка» Даргомижського — Мельник
- «Князь Ігор» Бородіна — Кончак
- «Фауст» Гуно — Мефістофель
- «Царська наречена» Римського-Корсакова — Собакін
- «Гугеноти» Мейєрбера — Марсель
- «Демон» Рубінштейна — Гудал
- «Продана наречена» Сметани — Кецало
- «Камен і Ціна» Кауцкого і Іванова — Цеко